# Marktschellenberg
Marktschellenberg är en köping (Markt) i Landkreis Berchtesgadener Land i Regierungsbezirk Oberbayern i förbundslandet Bayern i Tyskland.